# Christopher Gerhard

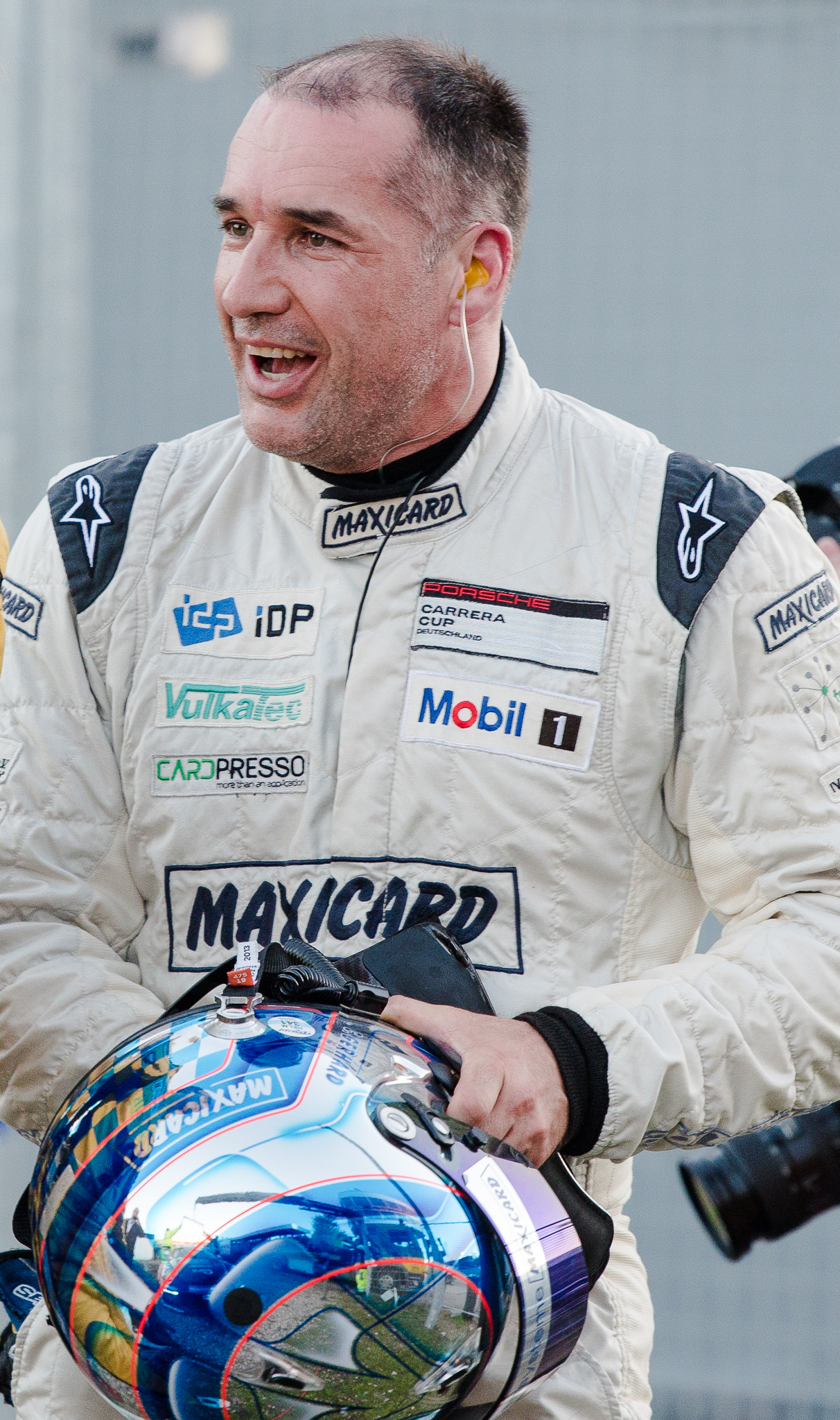
Christopher Gerhard 2014

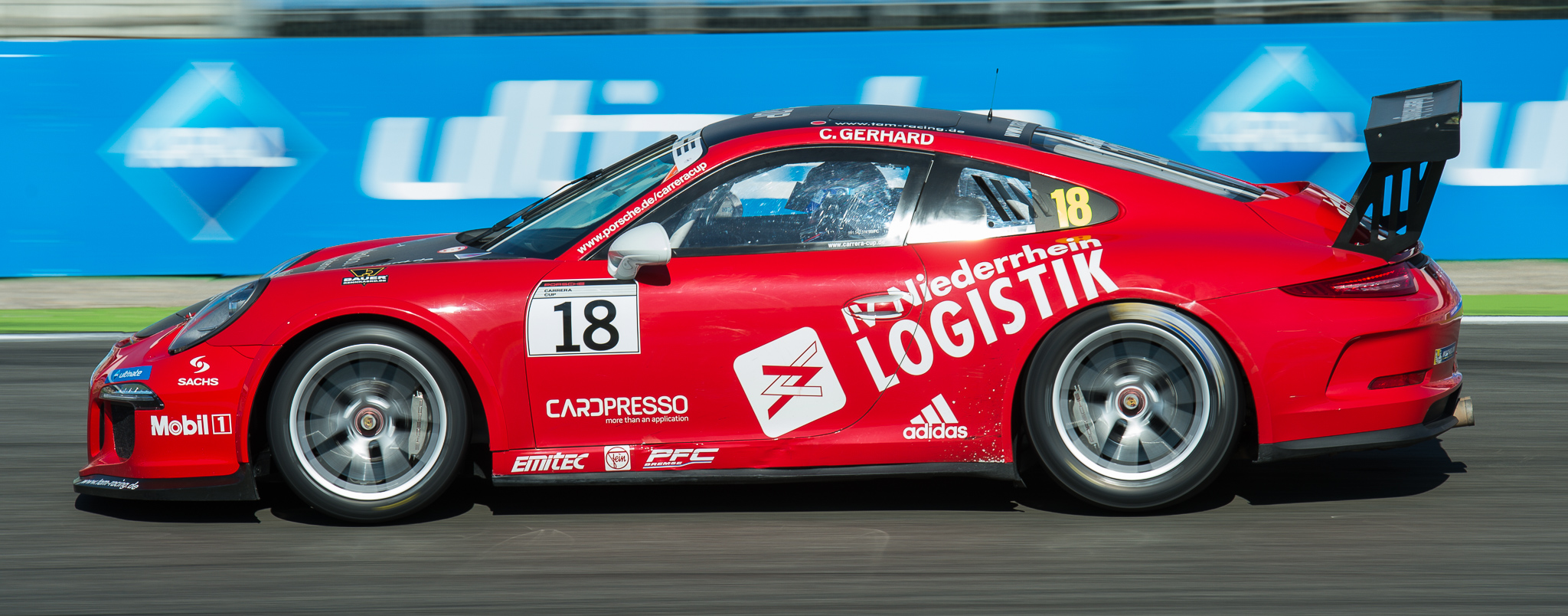
Gerhard 2014 im Porsche Carrera Cup auf dem Hockenheimring

Christopher Gerhard (* 30. April 1967 in Viersen) ist ein deutscher Leichtathlet und Automobilrennfahrer. Im Zehnkampf und Fünfkampf der Altersklassen M40 und M45 erreichte er vordere Platzierungen auf nationaler und internationaler Ebene. Er arbeitet als Unternehmer, Automobilrennfahrer und  DMSB A- und DPN-Instruktor.

## Vereine
Als Leichtathlet startet der in Viersen lebende Christopher Gerhard für den ASV Einigkeit Süchteln. Stationen zuvor waren Bayer 05 Uerdingen und der 1. FC Mönchengladbach sowie früher schon einmal der ASV Einigkeit Süchteln. Als Automobilrennfahrer startet Christopher Gerhard aktuell für den Rennstall TAM-Racing aus Wachtendonk in diversen Rennserien und bei nationalen Rallyes.

## Statistik

### Leichtathletik

#### Mehrkampftitel
| Jahr – Altersklasse | Platzierung und Wettkampfart         | Punkte      | Ort und Datum                              |
| ------------------- | ------------------------------------ | ----------- | ------------------------------------------ |
| 2009 – M40          | Deutscher Meister Fünfkampf          | 3273 Punkte | Ahlen, Deutschland am 13. Juni 2009        |
| 2009 – M40          | Vizeweltmeister im Zehnkampf         | 6421 Punkte | Lahti, Finnland am 28./29. Juli 2009       |
| 2010 – M40          | Deutscher Meister Fünfkampf          | 3241 Punkte | Aichach, Deutschland am 12. Juni 2010      |
| 2010 – M40          | Europameister im Zehnkampf           | 6468 Punkte | Nyíregyháza, Ungarn am 15./16. Juli 2010   |
| 2011 – M40          | Weltmeister im Zehnkampf             | 6357 Punkte | Sacramento, USA am 6./7. Juli 2011         |
| 2012 – M45          | Vizeeuropameister im Zehnkampf       | 7546 Punkte | Zittau, Deutschland am 16./17. August 2012 |
| 2013 – M45          | Vizeeuropameister im Hallenfünfkampf | 4009 Punkte | San Sebastian, Spanien am 22. März 2013    |
| 2013 – M45          | Deutscher Meister Fünfkampf          | 3515 Punkte | Jüterbog, Deutschland am 23. Juni 2013     |

#### Einzeltitel
Er erreichte von 2009 bis 2018 sechs Mal den Titel des deutschen Meisters bei deutschen Meisterschaften sowie viele weitere Podestplatzierungen in den Disziplinen Stabhochsprung, Diskuswurf und Kugelstoßen in den Altersklassen M40, M45 und M50.

### Motorsport
Christopher Gerhard fährt Rundstreckenrennen seit dem Jahr 2000, unter anderem in der NLS/VLN,  im Porsche Super Sports Cup, im Porsche Carrera Cup Deutschland, in der STT, in der RCN und im Renault Clio Cup. Seit 2022 ist Christopher Gerhard verstärkt bei Rallyes am Start. 2022 erreichte er 10 Podiumsplätze in der Klasse NC1 inklusive 4 Klassen- und 3 Gesamtsiegen.
| Jahr | Veranstaltung                                              | Einsatzfahrzeug                           | Platzierung                                                                                                   |
| ---- | ---------------------------------------------------------- | ----------------------------------------- | --- |
| 2006 | 24h-Rennen Nürburgring                                     | Dodge Viper GTS-R                         | 3. Platz Gesamtwertung beim 24h-Rennen                                                                        |
| 2009 | Spezial-Tourenwagen-Trophy                                 | Porsche 997 GT3 Cup                       | Deutscher Meister 2009 in der STT                                                                             |
| 2010 | Spezial-Tourenwagen-Trophy                                 | Porsche 997 GT3 Cup                       | Deutscher Vizemeister 2010 in der STT                                                                         |
| 2011 | Spezial-Tourenwagen-Trophy                                 | Porsche 997 GT3 Cup                       | Deutscher Vizemeister 2011 in der STT                                                                         |
| 2012 | Porsche Super Sports Cup                                   | Porsche 997 GT3 Cup                       | Meister der Klasse 5D                                                                                         |
| 2013 | Rundstrecken Challenge Nürburgring                         | Porsche 997 GT3 Cup                       | Sieger des RCN Gesamtsieger Cup 2013                                                                          |
| 2013 | Porsche Super Sports Cup                                   | Porsche 997 GT3 Cup                       | Meister Porsche Super Sports Cup                                                                              |
| 2014 | Rundstrecken Challenge Nürburgring                         | Porsche 997 GT3 Cup                       | Sieger des RCN Gesamtsieger Cup 2014                                                                          |
| 2014 | Rallye Köln-Ahrweiler                                      | BMW M3                                    | 3. Platz Gold Cup                                                                                             |
| 2015 | Rundstrecken Challenge Nürburgring                         | Porsche 997 GT3 Cup / Porsche 991 GT3 Cup | Sieger des RCN Gesamtsieger Cup 2015                                                                          |
| 2015 | Rallye Köln-Ahrweiler                                      | BMW M3                                    | 2. Platz Gold Cup                                                                                             |
| 2016 | Rundstrecken Challenge Nürburgring                         | Porsche 991 GT3 Cup                       | Sieger des RCN Gesamtsieger Cup 2016                                                                          |
| 2016 | VLN Langstreckenmeisterschaft Nürburgring                  | Porsche 997 GT3 Cup                       | Gewinn der VLN Klassensieger Trophäe H4                                                                       |
| 2017 | Rundstrecken Challenge Nürburgring                         | Porsche 991 GT3 Cup                       | Sieger des RCN Gesamtsieger Cup 2017                                                                          |
| 2017 | VLN Langstreckenmeisterschaft Nürburgring                  | Porsche 997 GT3 Cup                       | Gewinn der VLN Klassensieger Trophäe H4                                                                       |
| 2018 | VLN Langstreckenmeisterschaft Nürburgring                  | Porsche 997 GT3 Cup                       | 4 Wertungsgruppen- und Klassensiege in der VLN                                                                |
| 2019 | VLN Langstreckenmeisterschaft Nürburgring                  | Porsche 997 GT3 Cup                       | 2 Wertungsgruppen- und Klassensiege in der VLN                                                                |
| 2019 | Rallye Köln-Ahrweiler                                      | Mitsubishi Evo X                          | 5. Platz Gesamt                                                                                               |
| 2020 | STT Lausitzring                                            | Porsche 991 GT3 Cup                       | 2 Starts und 2 Klassensiege                                                                                   |
| 2020 | Welfen Rallye                                              | Mitsubishi Evo X                          | Gesamtsieger                                                                                                  |
| 2021 | Dutch Superlap                                             | Mitsubishi Evo X                          | 1 Gesamtsieg und Meister Super Pro 2021                                                                       |
| 2021 | Atlantis Rallye                                            | Mitsubishi Evo X                          | 3. Platz Gesamt                                                                                               |
| 2022 | Deutsche Rallye Meisterschaft Nationals u. weitere Rallyes | Mitsubishi Evo X                          | 7. Platz in der DRM Nationals-Meisterschaft und viele Podiumsplatzierungen sowie 4 Klassen- und 3 Gesamtsiege |
| 2023 | Rallyes in Deutschland und Italien                         | Skoda Fabia R5 und Mitsubishi Evo X       | diverse Klassensiege und ein Gesamtsieg                                                                       |
| 2024 | Rallyes in Deutschland und Italien                         | Skoda Fabia R5 und Mitsubishi Evo X       | diverse Podiumsplätze und Gesamtsieger Rallye Köln-Ahrweiler                                                  |
| 2024 | Dutch Superlap                                             | Mitsubishi Evo X                          | Meister Super Pro mit 2 Klassensiegen und 1 Gesamtsieg                                                        |

## Auszeichnungen
In den Jahren 2009, 2011 und 2012 wurde er dreimal von einer Fachjury der Rheinischen Post zum Sportler des Monats gewählt.